# Цодореті
Цодореті (груз. წოდორეთი) — село в Грузії.
За даними перепису населення 2014 року в селі проживає 323 особи.